# Заболотный, Игорь Викторович
И́горь Ви́кторович Заболо́тный (26 июня 1967, Москва) — российский предприниматель, общественный деятель. Входит в сотню наиболее влиятельных деятелей ИКТ-отрасли. С 2009 года по декабрь 2012 года — генеральный директор ОАО «Центральный телеграф».

## Биография
Игорь Викторович Заболотный родился 26 июня 1967 г.
Закончил Московский технический университет связи и информатики по специальности инженер электросвязи. После первого курса Игоря призвали в армию. Службу проходил в войсках связи на Западной Украине (обслуживание засекречивающих устройств).
В 1994 году получил второе высшее образование во Всероссийском институте промышленной собственности и инноватики (ныне Российская государственная академия интеллектуальной собственности) по специальности патентовед.
В 1996 году занимался разработкой системы ГАС «Выборы» (телекоммуникационная составляющая).
С 1998 года занимает руководящие должности в крупнейших российских компаниях связи.
В 1998—1999 годах Игорь Заболотный работал исполнительным директором ОАО «Ростелеком» (по другим данным — в 1997—1999 годах), с 1999 по 2002 год занимал должность директора департамента маркетинга и организации продажи услуг ОАО «Инвестиционная компания связи». 14 ноября 2002 года Игорь Заболотный решением совета директоров назначен временным генеральным директором ОАО «Дальсвязь», а с 24 декабря 2002 г решением общего собрания акционеров избран генеральным директором. После прекращения полномочий генерального директора продолжил своё участие в деятельности компании в качестве члена Совета директоров (член Совета директоров с 2000 года).
В 2005 году получил степень мастера делового администрирования (МВА) в Академии народного хозяйства при правительстве РФ.
14 марта 2005 год Игорь Заболотный назначен заместителем генерального директора крупнейшего российского поставщика услуг спутниковой связи ФГУП «Космическая связь» (подведомственно Федеральному агентству связи). По официальному заявлению ГПКС, назначение связано с необходимостью реализации на российских и зарубежных рынках появившейся «спутниковой ёмкости» компании. Заболотный также является членом Совета Директоров ЗАО «Акос», одного из пяти операторов сотовой связи Приморья.
С августа 2007 года — заместитель генерального директора, а затем генеральный директор ОАО «Межрегиональный ТранзитТелеком».. По мнению аналитиков, перед Заболотным на этом посту стояла задача «сохранения бизнеса в условиях насыщенного высококонкурентного телекоммуникационного рынка Москвы…и неблагоприятной экономической конъюнктуры».
2 июля 2009 года Игорь Заболотный вступил в должность генерального директора «Центрального телеграфа». В 2011 году срок полномочий был продлен до 2013 года. Пресс-служба оператора сообщала, что переизбрание связано «с задачами реформирования ОАО „Связьинвест“». В декабре 2012 года совет директоров компании отправил его в отставку.
С 8 октября 2015 г. является генеральным директором ООО «Исател», дочерней компании МОКС ИНТЕРСПУТНИК

## Общественная и научная деятельность
Работал в Центральной избирательной комиссии РФ.
В 2010 году Игорь Заболотный организовал благотворительную акцию «телеграмма против террора» по обеспечению москвичей средствами защиты и первой помощи.. Акцию поддержала газета «Московский комсомолец», Интерфакс и другие крупные СМИ. Акция была приурочена к 40-му дню после взрывов в московском метро.
Под руководством Заболотного организована поддержка школ для детей с ограниченными возможностями.
Является членом-корреспондентом Академии телекоммуникаций и информатики, академиком Международной академии качества телекоммуникаций, академиком Международной академии связи (МАС). Имеет звание «Мастер связи».

## Взгляды
По мнению Заболотного, страны СНГ были и по духу остались одной страной. Принципиально не выделяет отдельные приемные дни, так как «это правильно, когда руководитель тратит 90 процентов времени на людей, а не на документы и технику». Любит книги Сергея Довлатова, увлекается фотографией.

### Интервью
- Эхо Москвы. Разворот
- Эхо Москвы. Акция «Телеграмма против террора»
- Эхо Москвы. Точка: решения для домашнего интернета
- Журнал «Эксперт». В ожидании hot choice
- «Мобильного форум» на Дальнем Востоке. «В 2005 году сотовый бизнес будет для нас в приоритете»
- Газета «Комсомольская правда». Игорь Заболотный, генеральный директор ОАО «Центральный телеграф»: «Центральному телеграфу» 160 лет — и это только начало"
- Журнал «Технологии и средства связи». Зажигать людей и вести за собой